# Забричанский Христорождественский монастырь
Забричанский Христорождественский монастырь (Монастырь Зэбричень; рум. Mănăstirea Zăbriceni) — мужской монастырь Единецкой и Бричанской епархии Русской православной церкви возле села Забричаны (Зэбричень) Единецкого района Молдавии.

## История
Монастырь основан 4 августа 1999 года, в день перенесения мощей священномученика Фоки Синопского, на территории бывшего санатория «Албинуца». В обитель переселились 8 монахов из Ново-Нямецкого монастыря во главе с игуменом Дамианом. Поскольку основание монастыря приходилось на празднование 2000-летия Рождества Христова, монастырь посвящён этому празднику. В сентябре 1999 года открыт мужской теологический лицей святого мученика Фоки.
В 2004 году в монастыре основан Единецкий богословский православный институт, который в 2007 году реорганизован в Единецкий богословский факультет Кишиневского богословского университета. В июле 2009 года, как и теологический лицей, он прекратил свою деятельность. В 2007 году завершён проект храмового комплекса. В 2007 году в монастыре было 11 насельников, в 2013 году — 14. В 2011 году открыта небольшая фабрика по производству лечебных чаёв «Bio Cămara». Кроме этого, на 2018 год, монастырь владеет 30 гектарами земли и пасекой, выращивает на продажу свиней, коров, кроликов и домашнюю птицу.